# Martin Stoll (Journalist)
Martin Stoll (* 1962) ist ein Schweizer Journalist, Rechercheur und Transparenzaktivist. Er ist Gründer und Geschäftsführer der Plattform Öffentlichkeitsgesetz.ch sowie Mitgründer und Vorstandsmitglied des Vereins investigativ.ch. Stoll gilt als ein Experte für das Öffentlichkeitsprinzip in der Schweiz.

## Leben und Wirken
Martin Stoll ist über 40 Jahre als Journalist tätig, davon über 30 Jahre bei Medien des Tamedia-Verlags wie dem Tages-Anzeiger, Facts und der SonntagsZeitung. Seine Recherchen konzentrierten sich auf Korruption, Nachrichtendienste, Verwaltungstransparenz sowie Missstände in Politik und Wirtschaft. Im Jahr 2011 gründete er die Plattform Öffentlichkeitsgesetz.ch. Diese setzt sich für die Anwendung und Weiterentwicklung des Bundesgesetzes über das Öffentlichkeitsprinzip der Verwaltung (BGÖ) und der kantonalen Öffentlichkeitsgesetze ein. Die Plattform dokumentiert Gesuche um Akteneinsicht, stellt Medienschaffenden Hilfsmittel wie Musterbriefe zur Verfügung und kritisiert Behördenpraxis sowie gesetzliche Lücken im Umgang mit dem Zugang zu amtlichen Informationen. Stoll ist Mitgründer und Vorstandsmitglied von investigativ.ch, dem Schweizer Netzwerk für investigativen Journalismus. Er engagiert sich für die Ausbildung und Vernetzung von Journalistinnen und Journalisten, die im Bereich der journalistischen Recherche tätig sind.

## Wichtige Recherchen
1997 veröffentlichte Stoll ein vertrauliches Strategiepapier des damaligen Schweizer Botschafters in den USA, Carlo Jagmetti. Die Publikation löste eine heftige Debatte aus, und Stoll wurde vom Bundesgericht wegen "Veröffentlichung amtlich geheimer Verhandlungen" verurteilt. Zehn Jahre später entschied die Grosse Kammer des Europäischen Gerichtshofs für Menschenrechte, dass diplomatische Berichte keinen umfassenden Schutz vor journalistischer Veröffentlichung geniessen. In den 1990er-Jahren arbeitete Stoll schwerpunktmässig für die SonntagsZeitung in Zürich. Er recherchierte u. a. zu einem Schweizer Waffenhändler mit engen Verbindungen zum südafrikanischen Geheimdienst und deckte eine verdeckte Kooperation der Schweiz mit dem Apartheidregime auf. Die Recherchen führten zu politischen Untersuchungen und einer öffentlichen Debatte über die Rolle des Schweizer Nachrichtendienstes. In diesem Kontext berichtete er über das sogenannte Project Coast, ein südafrikanisches Biowaffenprogramm, das unter anderem mit Hilfe von Schweizer Unternehmen und Kontakten realisiert wurde. Stoll befasste sich auch intensiv mit der Akte Tinner – einer Affäre um Schweizer Nukleartechniker, die in das internationale Atomwaffennetzwerk von Abdul Qadeer Khan und eine verdeckte CIA-Operation verwickelt waren. Ein weiteres medienwirksames Thema war die Affäre Nef (2008), bei der Stoll gemeinsam mit weiteren Medienschaffenden schwere Vorwürfe gegen den damaligen Armeechef Roland Nef recherchierte und damit dessen Rücktritt auslöste. Die Artikelserie stellte Fragen nach der Verantwortung des zuständigen Bundesrats und der Informationspolitik im Verteidigungsdepartement.
Weitere Recherchen behandelten Themen wie: Tierschutz und illegaler Antibiotikaeinsatz in der Massentierhaltung, Missstände in der Lehrlingsausbildung, Probleme bei öffentlichen Beschaffungen, z. B. Uniformen aus indischer Billigproduktion oder Zwangsheirat.

## Engagement für Transparenz
Als Experte für das Öffentlichkeitsgesetz tritt Stoll regelmässig in der Öffentlichkeit auf, etwa als Redner an Konferenzen, Interviewpartner oder Kommentator. Er macht auf systematische Schwächen im Umgang der Verwaltung mit Informationsgesuchen aufmerksam und fordert ein modernes Verständnis von Staatstransparenz. Die von einem gemeinnützigen Verein betriebene Plattform Öffentlichkeitsgesetz.ch versteht sich als zivilgesellschaftliches Gegengewicht zur Amtsverschwiegenheit und fördert einen Kulturwandel in der Verwaltung.

## Lehr- und Weiterbildungstätigkeit
Stoll unterrichtet unter anderem am MAZ – Institut für Journalismus und Kommunikation in Luzern. Sein praxisnahes Wissen aus jahrzehntelanger Medienarbeit bringt er in Kursen, Workshops und Coachings ein.

## Auszeichnungen
Stoll wurde mehrfach für seine journalistische Arbeit ausgezeichnet: Zürcher Journalistenpreis 2025 für sein Gesamtwerk, Sonderpreis des Branchenmagazins Schweizer Journalist (2019) für Öffentlichkeitsgesetz.ch, Medien-Award 2011 für die "beste Qualitätsinitiative im Schweizer Journalismus", Zürcher Journalistenpreis 2009 gemeinsam mit Catherine Boss und Karl Wild für die Berichterstattung zur Affäre Nef.